# キャベツ太郎

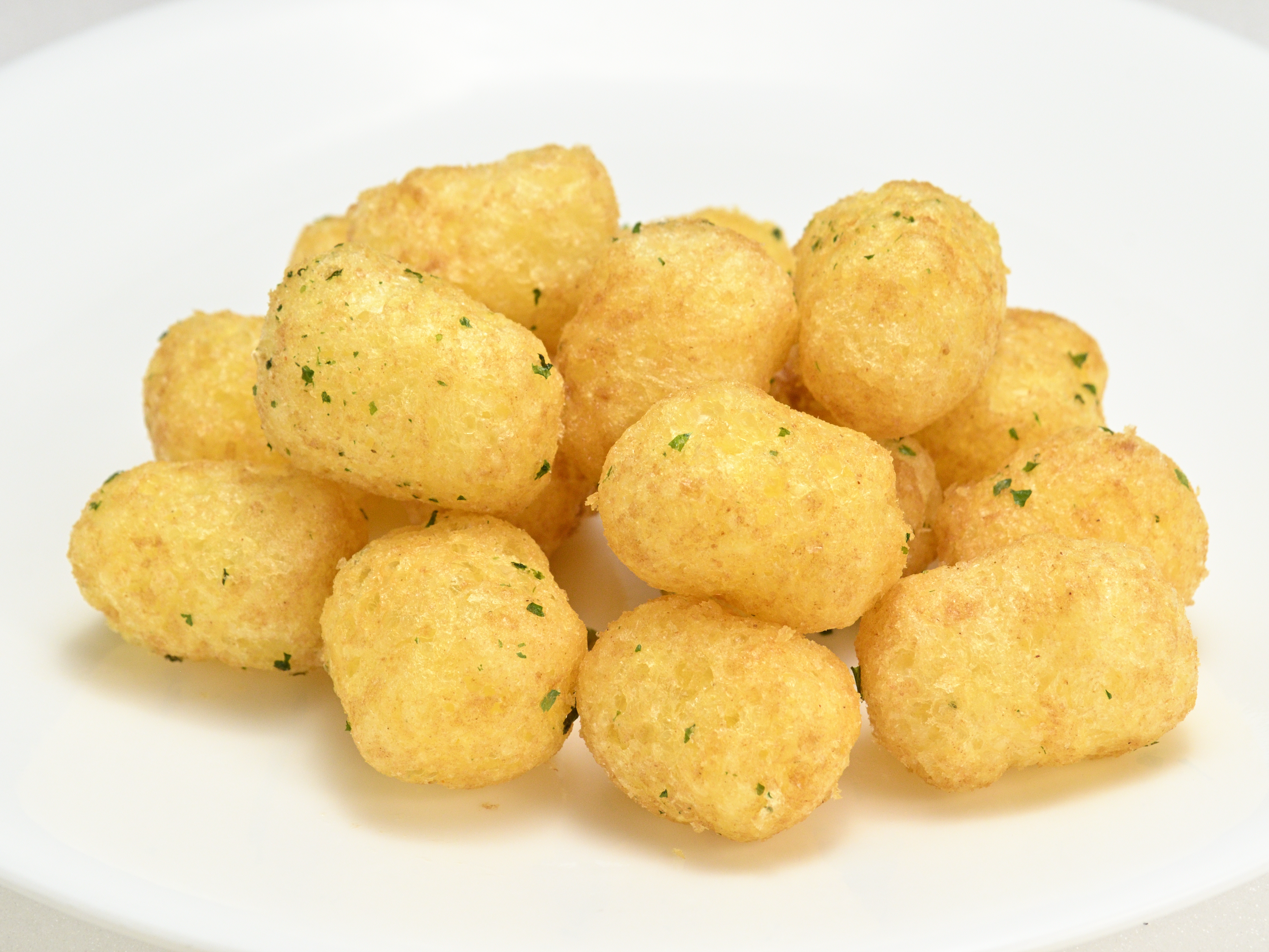
キャベツ太郎の参考画像

キャベツ太郎（キャベツたろう）は、やおきんが1981年から販売しているスナック菓子である。製造は菓道。
原材料はトウモロコシ。表面に付いている緑色の粒は青海苔である。味付けはソース。
キャベツが名前に入っているが、原材料名にキャベツの表記はない。ネーミングの由来について、販売元のやおきんは「芽キャベツに似ているから」「発売当時はキャベツの千切りを食べる際にソースをかけることが主流だったことから」との説を紹介している。ただし、製造元の菓道からの公式発表はなく、やおきんは、前述の説もあくまで一説に過ぎないものであるとし、パッケージ、ネーミングともに、消費者自身で想像することも駄菓子の醍醐味であると説明している。
パッケージには警官姿の蛙のキャラクターが描かれている。このキャラクターはキャベツ畑を見張っているという設定がある。かつて『ネプリーグ』で村瀬哲史は、蛙は害虫は食べるがキャベツは食べないことから、蛙がパッケージのキャラクターに選ばれたと解説していた。
菓道は他にも「玉葱さん太郎」「もろこし輪太郎」「蒲焼さん太郎」「餅太郎」など名前に「太郎」のつく駄菓子を製造している。